# Oligoaeschna venusta
Oligoaeschna venusta – gatunek ważki z rodziny żagnicowatych (Aeshnidae).